# Episclerite
L'episclerite è una malattia infiammatoria, in genere ricorrente, dell'episclera, il sottile strato di tessuto connettivale lasso sovrapposto alla sclera dell'occhio.

## Epidemiologia
L'episclerite è una malattia comune e la sua prevalenza e incidenza esatte non sono note. Colpisce in genere i giovani adulti e può essere più comune nelle donne.

## Segni e sintomi
I sintomi dell'episclerite includono lieve dolore agli occhi, rossore e lacrimazione. Il dolore da episclerite è in genere meno grave rispetto alla sclerite, e può essere valutato alla palpazione.
Vi sono due tipi di episcleritie: il tipo diffuso, in cui il rossore coinvolge tutta l'episclera, e il tipo nodulare, dove il rossore appare più nodulare, coinvolgendo solo una piccola zona ben circoscritta (settoriale). Il tipo diffuso di episclerite può essere meno doloroso del tipo nodulare. Talvolta, piccoli noduli sono presenti all'interno dell'episclera, che si spostano leggermente nella sclera con una leggera pressione.
La capacità visiva non è influenzata dalla condizione. I pazienti con episclerite lamentano una fotofobia molto meno marcata rispetto ai pazienti con uveite. L'episclerite non comporta la presenza di cellule nella parte anteriore dell'occhio.

## Fisiopatologia
Per la maggior parte dei casi, la causa dell'episclerite non viene determinata (idiopatica). Una causa identificabile viene scoperta in circa un terzo dei casi. Molte malattie sono correlate all'episclerite, comprese le malattie sistemiche vasculitiche (poliartrite nodosa, granulomatosi associata a poliangioite), malattie del tessuto connettivo (artrite reumatoide), rosacea, atopia, gotta, e la colite ulcerosa. Il 59% dei pazienti con policondrite ricorrente presentano spesso l'episclerite o la sclerite. Raramente le episcleriti possono essere causate da sclerite.
Il rossore nell'occhio associato all'episclerite è dovuto alla congestione dei grandi vasi sanguigni episclerali che corrono in direzione radiale dal limbo corneale. In genere, non vi è uveite o ispessimento della sclera.

## Diagnosi
La diagnosi di episclerite si basa sulla storia clinica e dall'esame obiettivo. La storia clinica del paziente dovrebbe essere esplorata per scoprire la presenza delle malattie associate con episclerite, come esantema, artrite, malattie veneree e recenti infezioni virali. L'episclerite può essere differenziata dalla sclerite utilizzando la fenilefrina a gocce, che provoca la scottatura dei vasi sanguigni nell'episclerite, ma non nella sclerite.  Un colore blu sulla sclera suggerisce la presenza di sclerite, piuttosto che di episclerite.

## Trattamento
Spesso non si rende necessario alcun trattamento, poiché l'episclerite è una condizione autolimitante. Le lacrime artificiali possono essere utilizzate per alleviare l'eventuale irritazione e il disagio. Casi più gravi possono essere trattati sia con corticosteroidi topici o farmaci anti-infiammatori non steroidei (FANS) per via orale.
Il Ketorolac, un FANS topico, può essere utilizzato, ma non si è dimostrato più efficace delle lacrime artificiali e può essere responsabile di effetti collaterali.

## Prognosi
L'episclerite è una condizione benigna e auto-limitante, cioè i pazienti guariscono senza alcun trattamento. La maggior parte dei casi si risolve entro 7-10 giorni. Il tipo nodulare è più aggressivo e richiede più tempo per guarire. Anche se raramente, alcuni casi possono evolvere in sclerite. Tuttavia, in generale, l'episclerite non crea particolari complicazioni. Il fumo di tabacco ritarda la risposta al trattamento per l'episclerite.